# Анна Йоркская, герцогиня Эксетер
А́нна Йо́ркская, герцоги́ня Эксетер (англ. Anne of York; 10 августа 1439 — 14 января 1476) — вторая дочь Ричарда Плантагенета, герцога Йоркского, и леди Сесилии Невилл; старшая сестра английских королей Эдуарда IV и Ричарда III.

## Биография
Анна родилась 10 августа 1439 года в замке Фотерингей, Нортгемптоншир, и была вторым ребёнком и второй дочерью из тринадцати детей Ричарда Йоркского и леди Сесилии Невилл. В возрасте восьми лет Анна была выдана замуж за семнадцатилетнего Генри Холланда, только что унаследовавшего титулы своего отца — герцога Эксетера и графа Хантингдона.

### Первый брак
В ходе Войны Роз муж Анны, будучи правнуком Джона Гонта, 1-го герцога Ланкастера, выступил на стороне своей родни, таким образом, оказавшись противником собственной жены и её семьи. Эксетер был одним из командиров ланкастерской армии в победных битве при Уэйкфилде и Второй битве при Сент-Олбансе. Он также участвовал в битве при Таутоне, в которой Ланкастеры проиграли Йоркам, и был вынужден бежать в Шотландию, а затем во Францию, где присоединился к ланкастерской королеве Маргарите Анжуйской, жене свергнутого Генриха VI. 4 марта 1461 года младший брат Анны, Эдуард, герцог Йоркский, был провозглашён в Лондоне королём. Эксетер был лишён титулов и владений, которые были переданы Анне, с правом наследования их дочерью, Анной Холланд. Анна и Генри Холланд разошлись в 1464 году, развод последовал в 1472 году. В ходе возвращения на трон Генриха VI в 1470/1471 годах Анна оставалась верна Йоркам и, судя по всему, именно благодаря её политическим стараниям в лоно семьи удалось вернуть другого её брата, герцога Кларенса, перешедшего на сторону Ланкастеров под влиянием знаменитого тестя; таким образом, Анна сыграла свою роль и в возвращении на трон брата Эдуарда.
В октябре 1466 года одиннадцатилетняя дочь Анны и Генри Холланда была выдана замуж за Томаса Грея, маркиза Дорсет, сына королевы Елизаветы от первого брака. Брак основывался на политических мотивах королевы и остался бездетным. Анна Холланд скончалась в период между 26 августа 1467 и 6 июня 1474 года; Томас Грей женился на другой молодой и богатой наследнице, Сесили Бонвилл, баронессе Харингтон.

### Второй брак
Второй раз Анна вышла замуж приблизительно в 1474 году; её избранником стал Томас Сент-Леджер, верный последователь короля Эдуарда IV, который, как считали, до брака был любовником Анны. В 1476 году Анна родила единственного ребёнка от Сент-Леджера — дочь Анну. Во время или вскоре после родов Анна Йоркская скончалась. 1 февраля 1476 года сестру двух королей похоронили в часовне Селинджеров, которую построил муж Анны над её могилой в 1481 году, формировавшей северный трансепт капеллы Св. Георгия в Виндзорском замке. Позже часовня была переименована в часовню Ратленда в честь зятя и дочери Анны.
Муж Анны был казнён за участие в восстании Бекингема её братом, королём Ричардом III. Имущество, доставшееся Анне Йоркской от первого мужа, перешло её дочери от второго брака. Анна Селинджер вышла замуж за Джорджа Меннерса уже в правление Генриха Тюдора. В этом браке она родила одиннадцать детей (5 сыновей, 6 дочерей), самым известным из которых стал королевский фаворит Томас Меннерс, граф Ратленд.

## Тесты ДНК
В августе 2012 года проводились раскопки в поисках останков короля Ричарда III в Грейфрайерсе, Лестер. В сентябре сообщалось о нахождении неких останков; с останками проводились мтДНК-тесты с использованием мтДНК канадца Майкла Ибсена, который, через свою мать Джой, по женской линии является прямым потомком в семнадцатом поколении Анны Йоркской. Результаты тестов были официально оглашены 4 февраля 2013 года, когда исследователи из университета Лестера сообщили, что скелет со следами битвы, найденный в 2012 году, «вне всяких разумных сомнений» принадлежит королю, погибшему в битве при Босворте в 1485 году.